# Cophixalus
Cophixalus is een geslacht van kikkers uit de familie smalbekkikkers (Microhylidae). De groep werd voor het eerst wetenschappelijk beschreven door Oskar Boettger in 1892. Later werd de wetenschappelijke naam Phrynixalus gebruikt.
Er zijn 65 soorten inclusief twee pas in 2015 beschreven soorten. Acht soorten zijn pas sinds 2012 wetenschappelijk bekend zoals Cophixalus albolineatus. Hierdoor is het soortenaantal in de literatuur vaak beduidend lager.
Alle soorten komen voor in delen van Azië en leven in de Molukken, Nieuw-Guinea en noordoostelijk Queensland in Australië.

## Taxonomie
Geslacht Cophixalus
- Soort Cophixalus aenigma
- Soort Cophixalus albolineatus
- Soort Cophixalus amabilis
- Soort Cophixalus ateles
- Soort Cophixalus australis
- Soort Cophixalus balbus
- Soort Cophixalus bewaniensis
- Soort Cophixalus biroi
- Soort Cophixalus bombiens
- Soort Cophixalus caverniphilus
- Soort Cophixalus cheesmanae
- Soort Cophixalus clapporum
- Soort Cophixalus concinnus
- Soort Cophixalus crepitans
- Soort Cophixalus cryptotympanum
- Soort Cophixalus cupricarenus
- Soort Cophixalus daymani
- Soort Cophixalus desticans
- Soort Cophixalus exiguus
- Soort Cophixalus hinchinbrookensis
- Soort Cophixalus hosmeri
- Soort Cophixalus humicola
- Soort Cophixalus infacetus
- Soort Cophixalus interruptus
- Soort Cophixalus iovaorum
- Soort Cophixalus kaindiensis
- Soort Cophixalus kethuk
- Soort Cophixalus kulakula
- Soort Cophixalus linnaeus
- Soort Cophixalus mcdonaldi
- Soort Cophixalus melanops
- Soort Cophixalus misimae
- Soort Cophixalus monosyllabus
- Soort Cophixalus montanus
- Soort Cophixalus monticola
- Soort Cophixalus neglectus
- Soort Cophixalus nexipus
- Soort Cophixalus nubicola
- Soort Cophixalus ornatus
- Soort Cophixalus pakayakulangun
- Soort Cophixalus parkeri
- Soort Cophixalus peninsularis
- Soort Cophixalus petrophilus
- Soort Cophixalus phaeobalius
- Soort Cophixalus pictus
- Soort Cophixalus pipilans
- Soort Cophixalus pulchellus
- Soort Cophixalus rajampatensis
- Soort Cophixalus riparius
- Soort Cophixalus salawatiensis
- Soort Cophixalus saxatilis
- Soort Cophixalus shellyi
- Soort Cophixalus sphagnicola
- Soort Cophixalus tagulensis
- Soort Cophixalus tenuidactylus
- Soort Cophixalus tetzlaffi
- Soort Cophixalus timidus
- Soort Cophixalus tomaiodactylus
- Soort Cophixalus tridactylus
- Soort Cophixalus variabilis
- Soort Cophixalus verecundus
- Soort Cophixalus verrucosus
- Soort Cophixalus viridis
- Soort Cophixalus wempi
- Soort Cophixalus zweifeli

Aphantophryne · 
Asterophrys · 
Austrochaperina · 
Barygenys · 
Callulops · 
Choerophryne · 
Cophixalus · 
Copiula · 
Gastrophrynoides · 
Genyophryne · 
Hylophorbus · 
Liophryne · 
Mantophryne · 
Metamagnusia · 
Oninia · 
Oreophryne · 
Oxydactyla · 
Paedophryne · 
Pseudocallulops · 
Sphenophryne · 
Xenorhina